# Liste de jardins botaniques
Liste des jardins botaniques dans le monde :

## Argentine
- Jardín Botánico Carlos Thays, Buenos Aires

## Afrique du Sud
- Jardin botanique national Harold Porter, Betty's Bay (Harold Porter National Botanical Garden)
- Jardin botanique national Free State, Bloemfontein (Free State National Botanical Garden)
- Jardin botanique de Johannesburg (Johannesburg Botanical Gardens)
- Jardin botanique national Kirstenbosch, Le Cap (Kirstenbosch National Botanical Garden)
- Jardin botanique national Lowveld, Nelspruit (Lowveld National Botanical Garden)
- Jardin botanique de l'Université Natal, Pietermaritzburg (University of Natal Botanical Garden)
- Jardin botanique national de Pretoria (Pretoria National Botanical Garden)
- Jardin botanique national Walter Sisulu, Roodepoort (Walter Sisulu National Botanical Garden)
- Jardin botanique de l'Université de Stellenbosch (Botanical Garden, University of Stellenbosch)
- Jardin botanique national du désert de Karoo, Worcester (Karoo Desert National Botanical Garden)

## Algérie
- Jardin d'essai du Hamma (Jardin botanique d'Alger)

## Allemagne
- Jardin botanique de Berlin (Botanischer Garten Berlin-Dahlem)
- Jardin botanique de l'Université de Bonn (Botanische Gärten der Rheinischen Friedrich-Wilhelms-Universität Bonn)
- Jardin botanique de Cologne (Botanischer Garten Köln)
- Jardin botanique de l'Université de Darmstadt (Botanischer Garten der Technischen Universität Darmstadt)
- Jardin botanique de Dresde (Botanischer Garten Dresden)
- Jardin botanique de l'Université de Düsseldorf (Botanischer Garten der Heinrich-Heine- Universität Düsseldorf)
- Hortus Eystettensis
- Jardin botanique de l'Université Goethe de Francfort-sur-le-Main (Botanischer Garten der Goethe-Universität Frankfurt am Main)
- Palmengarten de Francfort-sur-le-Main (Palmengarten Frankfurt am Main)
- Jardin botanique de l'Université de Fribourg (Botanischer Garten der Universität Freiburg)
- Jardin botanique de Gießen (Botanischer Garten Gießen)
- Jardin botanique de l'Université Georg-August de Göttingen (Botanischen Gartens in Göttingen)
- Jardin botanique de Greifswald (Botanischer Garten Greifswald)
- Jardin botanique de Heidelberg (Botanischer Garten Heidelberg)
- Jardin botanique d'Iéna
- Jardin botanique de l'Université de Kiel (Botanischer Garten der Christian-Albrechts-Universität zu Kiel)
- Jardin botanique de Leipzig (Botanischer Garten Leipzig)
- Jardin botanique de Mayence (Botanischer Garten Mainz)
- Jardin botanique de l'Université de Munich (Botanischer Garten München-Nymphenburg)
- Jardin botanique de Tharandt (Forstbotanischer Garten Tharandt)
- Jardin franco-allemand de Sarrebruck (Deutsch-Französischer Garten)

## Arménie
- Jardin botanique d'Erevan (Vanadzor et Sevan)

## Australie
- Jardin botanique d'Adélaïde (Adelaide Botanic Garden)
- Jardin botanique Wittunga, Blackwood (Wittunga Botanic Garden)
- Jardin botanique de Brisbane (Brisbane Botanic Gardens)
- Jardin botanique de Canberra (Australian National Botanic Gardens)
- Jardin botanique du Mont Lofty, Crafers (Mt Lofty Botanical Gardens)
- Jardin botanique de Darwin (George Brown Darwin Botanic Gardens)
- Jardin botanique de Jervis Bay (Jervis Bay Botanic Gardens ou Booderee Botanic Gardens)
- Jardin botanique de Perth (Kings Park and Botanic Garden Perth)
- Jardin botanique royal de Melbourne (Royal Botanic Gardens Melbourne)
- Jardin botanique royal de Sydney (Royal Botanic Gardens Sydney)
- Jardin botanique royal de Tasmanie (Royal Tasmanian Botanical Gardens)
- Jardin botanique Ballarat, Victoria (Ballarat Botanical Gardens)
- Jardin botanique de l'île de Norfolk (Norfolk Island Botanic Gardens)

## Autriche
- Jardin botanique de l'Université de Graz (Botanischer Garten und Institut für Botanik Graz)
- Jardin botanique de l'Université d'Innsbruck
- Jardin botanique et arboretum de Linz (Botanischer Garten und Arboretum der Stadt Linz)
- Jardin botanique de l'Université de Salzbourg (Institut für Botanik und Botanischer Garten Salzburg)
- Jardin botanique de l'Université de Vienne (Der Botanische Garten der Universität Wien)

## Barbade
- Jardin botanique Andromeda, Saint Joseph (Andromeda Botanic Gardens)

## Belgique
- Observatoire du Monde des Plantes Liège ()
- Jardin botanique de Meise (auparavant : Jardin botanique national de Belgique) (Site), Meise
- Jardin botanique de Bruxelles (ancien, actuellement centre culturel)
- Jardin botanique Jean Massart (Site), Bruxelles
- Jardin botanique de l'université de Gand
- Jardin botanique de Leuven
- Jardin botanique de Liège
- Arboretum Wespelaar

## Bénin
- Jardin des plantes et de la nature de Porto-Novo (L'ancêtre du Jardin des Plantes et de la Nature. c'est la forêt sacrée du royaume de Porto-Novo);
- Jardin botanique et zoologique de l'université d'Abomey-Calavi (Situé au cœur de l’Université d’Abomey-Calavi, il  a été créé en 1970 par Édouard Adjanohoun )

## Birmanie
- Jardin botanique de Kandawgyi (Pyin U Lwin)

## Bolivie
- Jardin botanique de Santa Cruz de la Sierra

## Brésil
- Jardin botanique de Rio de Janeiro (Jardim Botânico do Rio de Janeiro)
- Jardin botanique de São Paulo

## Cameroun
- Jardin botanique de Limbé

## Canada
- Jardin botanique de l'Université d'Alberta (Devonian Botanic Garden)
- Jardin botanique de Fredricton (Fredricton Botanic Garden)
- Jardin botanique royal d'Hamilton (Royal Botanical Gardens Hamilton)
- Jardin botanique de Montréal
- Jardin botanique Roger-Van den Hende, Québec (ville)
- Jardin botanique de l'Université de Terre-Neuve (Memorial University of Newfoundland Botanical Garden)
- Jardin botanique des parcs du Niagara (Niagara Parks Botanical Gardens)
- Belle Terre jardin botanique & arboretum, Otter Lake
- Jardin botanique du Nouveau-Brunswick, Saint-Jacques
- Jardin botanique VanDusen, Vancouver (VanDusen Botanical Garden)
- Jardin botanique de l'Université de Colombie-Britannique (UBC Botanical Garden and Centre for Plant Research)
- Jardin botanique de l'Université de Waterloo (University of Waterloo Botanical Garden)

## Colombie
- Jardín Botánico del Pacífico, Chocó
- Jardín Botánico del Quindío

## Chine
- Jardin botanique tropical XingLong, Hainan
- Jardin botanique de la Chine du Sud, Longdong
- Jardin botanique de Pékin
- Jardin botanique de Shanghai
- Jardin botanique de Chenshan

## République démocratique du Congo
- Jardin botanique de Kisantu

## Corée du Sud
- Bunjaeartpia, île de Jejudo.
- Ilchulland, île de Jejudo.
- Jardin botanique de Corée (Korean Botanic Garden)
- Jardin botanique Yeomiji, Jeju.
- Jardin du matin calme

## Costa Rica
- Jardin botanique Wilson, Las Cruces
- Jardin botanique Lankester, Cartago
- Jardin botanique Else Kientzler, Sarchí Norte

## Croatie
- Jardin botanique de Zagreb (Zagreb Botanièki Vrt)

## Danemark
- Jardin Botanique Forestier d'Århus (Forstbotanisk Have (Aarhus))
- Jardin Botanique Forestier de Charlottenlund (Forstbotanisk Have (Charlottenlund))
- Jardin botanique de l'Université de Copenhague (Botanisk Have Københavns)
- Arboretum d'Hørsholm (Arboretet i Hørsholm)

## Espagne
- Jardin botanique de l'Université d'Alcala (Jardín Botánico Juan Carlos I, Universidad de Alcalá)
- Jardin botanique de Barcelone " toutes les Méditerranées du monde"
- Jardin botanique de Bértiz (Jardín Botánico de Bertiz)
- Jardin botanique Marimurtra, Blanes  (Jardín Botánico Marimurtra)
- Jardin botanique Pinya de Rosa, Blanes (Jardín Botánico Pinya de Rosa)
- Jardin botanique El Castillejo, Cadix (Jardín Botánico El Castillejo)
- Jardin botanique de Cordoue (Jardín Botánico de Córdoba)
- Jardin botanique de Coria (Jardín Botánico de Coria)
- Jardin botanique de la Cortijuela, Grenade  (Jardín botánico de la Cortijuela)
- Jardin botanique Viera y Clavijo, Las Palmas (Jardín Botánico Viera y Clavijo)
- Jardin botanique de l'Université de Grenade (Jardín botánico de la Universidad de Granada)
- Jardin botanique d'Iturraran, près de Saint Sébastien (Jardín Botánico de Iturraran)
- Jardin botanique royal de Madrid (Real Jardín Botánico de Madrid)
- Jardin botanique historique La Concepción à Malaga (Jardín Botánico Histórico La Concepción)
- Jardin botanique de Sóller (Jardín Botànic de Sóller)
- Jardin botanique de Valence (Jardín Botánico de Valencia)
- Jardins Mossèn Costa i Llobera, à Montjuïc (Barcelone)

## Estonie
- Jardin botanique de Tallinn
- Jardin botanique de l'Université de Tartu

## Finlande
- Jardin botanique de l'université d'Helsinki (Helsingin yliopiston kasvitieteellinen puutarha)
- Jardin botanique de l'université d'Oulu (Oulun yliopiston kasvitieteellinen puutarha)
- Jardin botanique de l'université de Turku
- Jardin botanique de l'université de Joensuu

## Géorgie
- Jardin botanique de Batoum
- Jardin botanique de Tbilissi

## Grèce
- Jardin national d'Athènes

## Honduras
- Jardin botanique Lancetilla, Tela

## Hongrie
- Jardin de simples de Budapest (Füvészkert)
- Jardin botanique de Soroksár (Soroksári Botanikus Kert)
- Jardin botanique de l'université de Szeged
- Jardin botanique de Vácrátót (Vácrátóti Botanikus Kert)

## Inde
- Assam
  - Jardin botanique de Guwahati (Assam State Zoo cum Botanical Garden)
- Bengale occidental
  - Jardin botanique de Darjeeling (Lloyd Botanic Garden)
  - Jardin botanique de Calcutta (Indian Botanic Garden)
- Bihar
  - Jardin botanique de Bhagalpur (Botanical Garden Bhagalpur)
  - Jardin botanique de Patna (Sanjay Gandhi Botanical Garden and Zoo)
- Gujarat
  - Jardin botanique de Gandhinagar (Botanical Garden Gandhinagar)
- Karnataka
  - Jardin botanique de Bangalore (Lalbagh Botanical Garden)
- Kerala
  - Jardin botanique de Thiruvananthapuram (Tropical Botanic Garden and Research Institute)
- Maharashtra
  - Jardin botanique de Nagpur (Botanical Garden Nagpur)
- Panjâb
  - Jardin botanique d'Amritsar  (Botanical Garden Guru Nanak)
- Tamil Nadu
  - Jardin botanique d'Auroville (Auroville Botanical Garden)
  - Jardin botanique d'Ooty (Botanical Gardens Ooty)
  - Jardin botanique de Pondicherry (Botanical Garden Pondicherry)

## Islande
- Jardin botanique de Reykjavik

## Israël
- Jardin botanique de Jérusalem
- Jardin botanique de l'Université de Tel-Aviv

## Japon
- Jardin botanique de Fukuoka
- Jardin botanique d'Hakone
- Jardin botanique d'Hiroshima
- Jardin botanique de Kasugai
- Jardin botanique de Kyōto
- Jardin botanique de l'Université de Tohoku
- Jardin botanique de Tsukuba
- Serres Kosobe

## Lituanie
- Arboretum de Dubrava (Dubravos arboretumas)
- Jardin botanique de Kaunas (Kauno botanikos sodas)
- Parc botanique de Palanga (Palangos botanikos parkas)
- Jardin botanique de l'Université de Vilnius (Vilniaus universiteto botanikos sodas)

## Lettonie
- Arboretum de Kalsnava (Kalsnavas arborētums)
- Jardin Botanique National de Lettonie (Nacionālais botāniskais dārzs)
- Jardin Botanique de l'Université de Lettonie (LU botāniskais dārzs)

## Luxembourg
- Arboretum du Kirchberg

## Madagascar
- Parc botanique et zoologique de Tsimbazaza, Tananarive

## Malte
- Jardin botanique Saint-Antoine (Ġnien botaniku ta' Sant'Anton, St. Anton Gardens )

## Maroc
- Jardin botanique de Rabat, Rabat
- Jardin Majorelle, Marrakech
- Jardin de Sidi Bouknadel, Ancien Jardin Marcel François, Rabat-Salé
- Jardin botanique de Crocoparc à Agadir

## Maurice
- Jardin botanique de Curepipe
- Jardin botanique de Pamplemousses

## Mexique
- Jardin botanique de l'Université autonome du Mexique (Jardín Botánico de la Universidad Nacional Autónoma de México)
- Jardin botanique de Culiacan (Jardín Botánico de Culiacán)
- Jardin botanique de l'Université autonome de Guadalajara (Jardín Botánico de la  Universidad Autónoma de Guadalajara)
- Jardin botanique Francisco Javier Clavijero, Xalapa (Jardín Botánico  Francisco Javier Clavijero)

## Moldavie
- Jardin botanique de Chisinau

## Monaco
- Jardin exotique de Monaco

## Norvège
- Jardin botanique de l'université d'Oslo
- Jardin botanique de l'université de Tromsø
- Jardin botanique Ringve, Trondheim (Ringve botaniske hage)

## Nouvelle-Zélande
- Jardin botanique d'Auckland (Auckland Botanic Gardens)
- Jardin botanique de Christchurch (Christchurch Botanic Gardens)
- Jardin botanique de Dunedin (Dunedin Botanic Garden)
- Jardin botanique de Wellington (Wellington Botanic Garden)

## Pays-Bas
- Jardin botanique d'Amsterdam (Hortus Botanicus Amsterdam)
- Jardin botanique de l'Université de Leyde (Hortus Botanicus Leiden)
- Jardin botanique de l'Université de Nimègue
- Jardin botanique de l'Université d'Utrecht (Botanische Tuinen Universiteit Utrecht)

## Pologne
- Jardin botanique de Bydgoszcz, Bydgoszcz
- Jardin botanique de Oliwie, Gdańsk
- Jardin botanique de Cracovie, Cracovie
- Jardin botanique de Łodz, Łódź
- Jardin botanique de Lublin, Lublin
- Jardin botanique de l'université de Varsovie, Varsovie (Ogród Botaniczny Uniwersytetu Warszawskiego)
- Jardin botanique de PAN de Varsovie, Varsovie
- Jardin botanique de l'université de Wrocław, Wrocław
- Jardin botanique de Zakopane, Zakopane
- Jardin botanique de Poznań, Poznań

## Porto Rico
- Jardin botanique national de Porto Rico (Jardín Botánico Nacional de Puerto Rico)

## Portugal
- Jardin botanique de Coimbra
- Jardin botanique de Madère
- Jardin botanique de Lisbonne

## Roumanie
- Jardin botanique de Bucarest
- Jardin botanique de Iasi
- Jardin botanique de Cluj
- Jardin botanique de Târgu Mureş
- Jardin botanique de Arad
- Jardin botanique de Craiova
- Jardin botanique de Galatzi
- Jardin botanique de Tulcea
- Jardin botanique de Jibou

## République tchèque
- Brno, Botanická zahrada a arboretum Mendelovy zemědělské a lesnické univerzity v Brně
- Brno, Botanická zahrada Přírodovědecké fakulty Masarykovy univerzity v Brně
- Hradec Králové, Botanická zahrada léčivých rostlin Farmaceutické fakulty UK
- Kostelec nad Černými lesy, Arboretum České zemědělské univerzity v Praze
- Liberec, Botanická zahrada Liberec
- Olomouc, Botanická zahrada Univerzity Palackého
- Olomouc, Výstaviště Flora Olomouc
- Ostrava, Botanická zahrada Přírodovědecké fakulty Ostravské univerzity
- Plzeň, Zoologická a botanická zahrada
- Plzeň, Arboretum Sofronka VÚLHM
- Prague 2, Na Slupi, Botanická zahrada Univerzity Karlovy, Přírodovědecká fakulta UK
- Prague 8, Troja, Botanická zahrada města Prahy
- Prague 9, Malešice Botanická zahrada Malešice
- Průhonice, Botanický ústav AV ČR
- Průhonice, Jardin dendrologique de Průhonice (en tchèque : Dendrologická zahrada Výzkumný ústav Silva Taroucy pro krajinu a okrasné zahradnictví)
- Rakovník, Botanická zahrada při SZeŠ
- Tábor, Botanická zahrada při VOŠ a SZeŠ
- Teplice, Botanická zahrada města Teplice

## Russie
- Jardin botanique de l'Université d'Irkoutsk
- Jardin zoobotanique de Kazan
- Jardin botanique de l'université agricole du Kouban
- Jardin botanique de Moscou
- Jardin botanique d'Oufa
- Jardin botanique de l'Université d'Oural (Iekaterinbourg)
- Jardin botanique de l'Université de Petrozavodsk
- Jardin botanique de Saint-Pétersbourg
- Jardin botanique de l'Université de Samara
- Jardin botanique de Sibérie (Tomsk)
- Jardin botanique de Sotchi

## Saint-Vincent-et-les Grenadines
- Jardin botanique de Saint-Vincent, Kingstown

## Sao Tomé-et-Principe
- Jardin botanique de Bom Sucesso

## Seychelles
- Jardin botanique national des Seychelles, à Victoria

## Singapour
- Jardin botanique de Singapour (Singapore Botanic Gardens)

## Slovaquie
- Jardin botanique UK Bratislava (Botanická záhrada UK Bratislava)
- Jardin botanique (Banska Stiavnica) (Botanická zahrada, Banská Štiavnica)
- Jardin botanique de l'Université de Kosice (Botanická záhrada Univerzity P.J. Šafárika, Košice)
- Jardin botanique (Nitra) (Botanická zahrada pri SPU v Nitre)

## Slovénie
- Jardin botanique de l'Université de Ljubljana (Botanicni vrt Univerze v Ljubljani)

## Sri Lanka
- Jardin botanique de Peradeniya, Kandy (Peradeniya Botanical Garden)
- Jardin botanique de Hakgala, Nuwara Eliya (Hakgala Botanical Garden)

## Suède
- Jardin botanique Bergius, Stockholm (Bergianska trädgården)
- Jardin botanique de Lund (Botaniska trädgården, Lunds Universitet)
- Jardin botanique de l'Université d'Uppsala (Botaniska trädgården Uppsala Universitet)
- Jardin botanique de Göteborg (Göteborgs botaniska trädgård)
- Jardin des connaissances de l'Université suédoise des sciences agricoles (SLU Kunskapsparken)[1], Université suédoise des sciences agricoles, Uppsala

## Suisse
- Hortus Botanicus Helveticus – Association des jardins et collections botaniques suisses

Arboretum
- Arboretum du Vallon de l'Aubonne (VD)
- Arboretum de Zurich (ZH)

Jardin botanique
- Jardin botanique de l'Université de Bâle (Botanischer Garten der Universität Basel)
- Jardin botanique de l'Université de Berne (Botanischer Garten der Universität Bern)
- Jardin botanique de l'île de Brissago (Parco botanico del Cantone Ticino)
- Merian Park, Jardin botanique de Brüglingen (BS) (Merian Park, Botanischer Garten in Brüglingen)
- Jardin botanique de l'Université de Fribourg (Botanischen Garten der Universität Freiburg)
- Jardin botanique de Genève (Conservatoire et jardin botaniques de la Ville de Genève)
- Jardin botanique de Grüningen (ZH) (Botanischer Garten Grüningen)
- Jardin botanique de Lausanne (Musée et jardins botaniques cantonaux de Lausanne)
- Jardin botanique de l'Université et de la Ville de Neuchâtel
- Jardin botanique de Porrentruy (JU)
- Jardin botanique de la ville de St-Gall (Botanischer Garten der Stadt St-Gallen)
- Jardin botanique de Saint-Triphon (VD)
- Jardin botanique de Zurich (Alter Botanischer Garten Zürich)
- Jardin botanique de l'université de Zurich (Botanischer Garten der Universität Zürich)

Jardin alpin
- Jardin botanique alpin La Linnaea de Bourg-St-Pierre (VS)
- Jardin botanique alpin Flore-Alpe de Champex-Lac (VS)
- Jardin botanique alpin de Meyrin (GE)
- Jardin des plantes médicinales Gentiana de Leysin (VD)
- Jardin botanique alpin La Rambertia des Rochers-de-Naye (Montreux VD)
- Jardin botanique, Alpinum Schatzalp (Davos - GR) (Botanischer Garten Alpinum Schatzalp)[2]
- Jardin alpin Les Tussilages des Diablerets (VD)
- Jardin alpin Schynige Platte (BE) (Alpengarten Schynige Platte)
- Jardin alpin La Thomasia du Pont-de-Nant (VD, Musée et jardins botaniques cantonaux de Lausanne)
- Alpinum Claude Favarger

## Taïwan
- Jardin botanique de Taipei

## Ukraine
- Jardin botanique Nikitski, Nikita (Crimée)
- Jardin botanique d'Odessa, Odessa, (Oblast d'Odessa)

## Venezuela
- Jardin botanique de l'Université centrale du Venezuela, Caracas (Jardín Botánico de la Universidad Central de Venezuela)